# Tsubaki Nekoi
Tsubaki Nekoi (猫井 椿, Nekoi Tsubaki), ou Mick Nekoi, née le 21 janvier 1969 à Kyoto, est une mangaka, membre du collectif féminin CLAMP.
Elle est l'assistante numéro 1 au sein du groupe. À ce titre, elle dessine conjointement avec Mokona. En général, elle est chargée du chara-design des personnages masculins pendant que Mokona s'occupe des personnages féminins. Elle fignole par ailleurs les décors, et dessine les SD (Super Deformed : les petites parodies en fin de chapitre ou de manga).
Parmi les œuvres de CLAMP, elle est la conceptrice de Wish et de J'aime ce que j'aime.